# NGC 6617
NGC 6617 é uma galáxia espiral (Scd) localizada na direcção da constelação de Draco. Possui uma declinação de +61° 19' 10" e uma ascensão recta de 18 horas, 14 minutos e 02,9 segundos.
A galáxia NGC 6617 foi descoberta em 14 de Junho de 1885 por Lewis A. Swift.